# 古斯特貝格山
48°2′15″N 14°8′11″E / 48.03750°N 14.13639°E

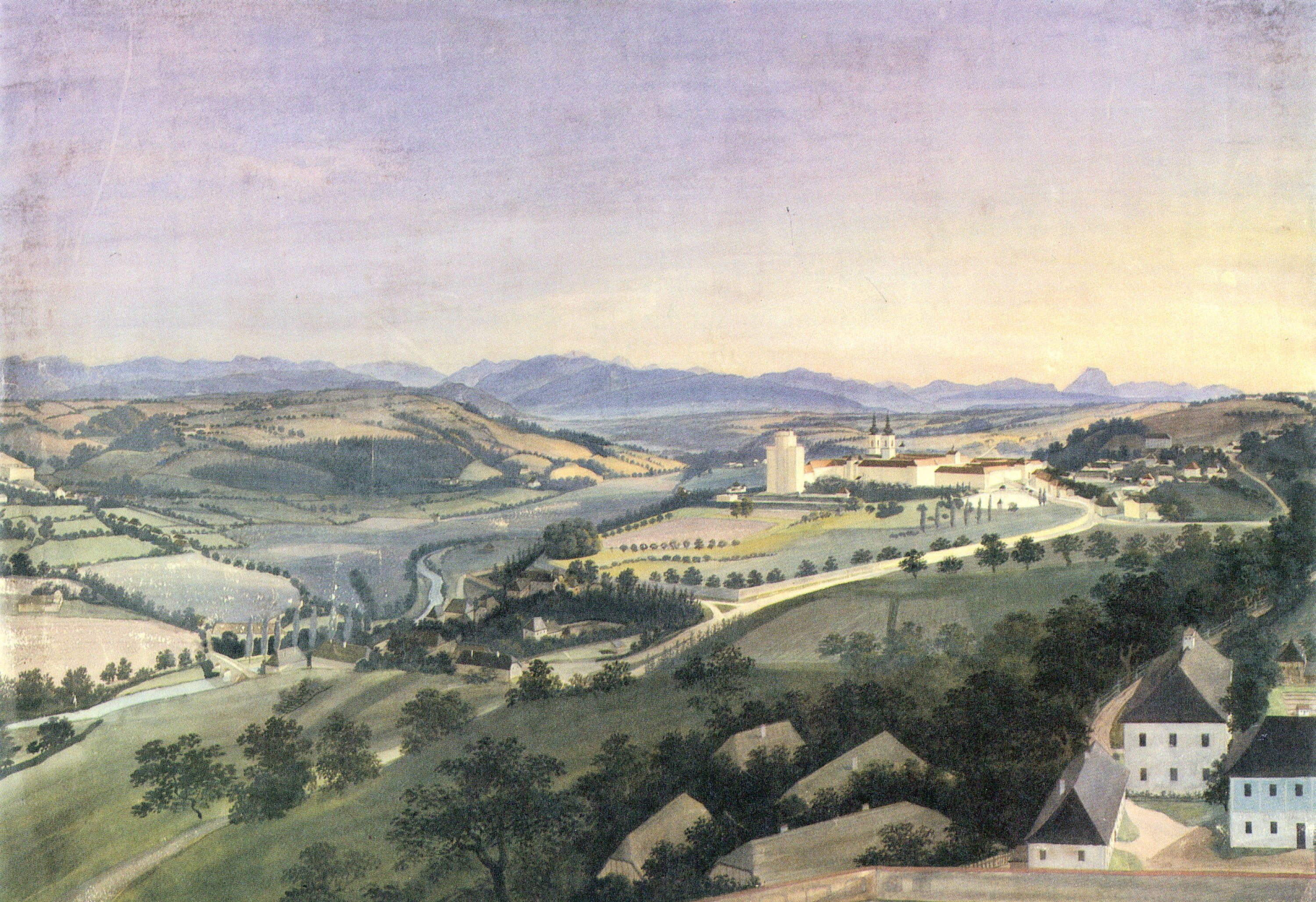

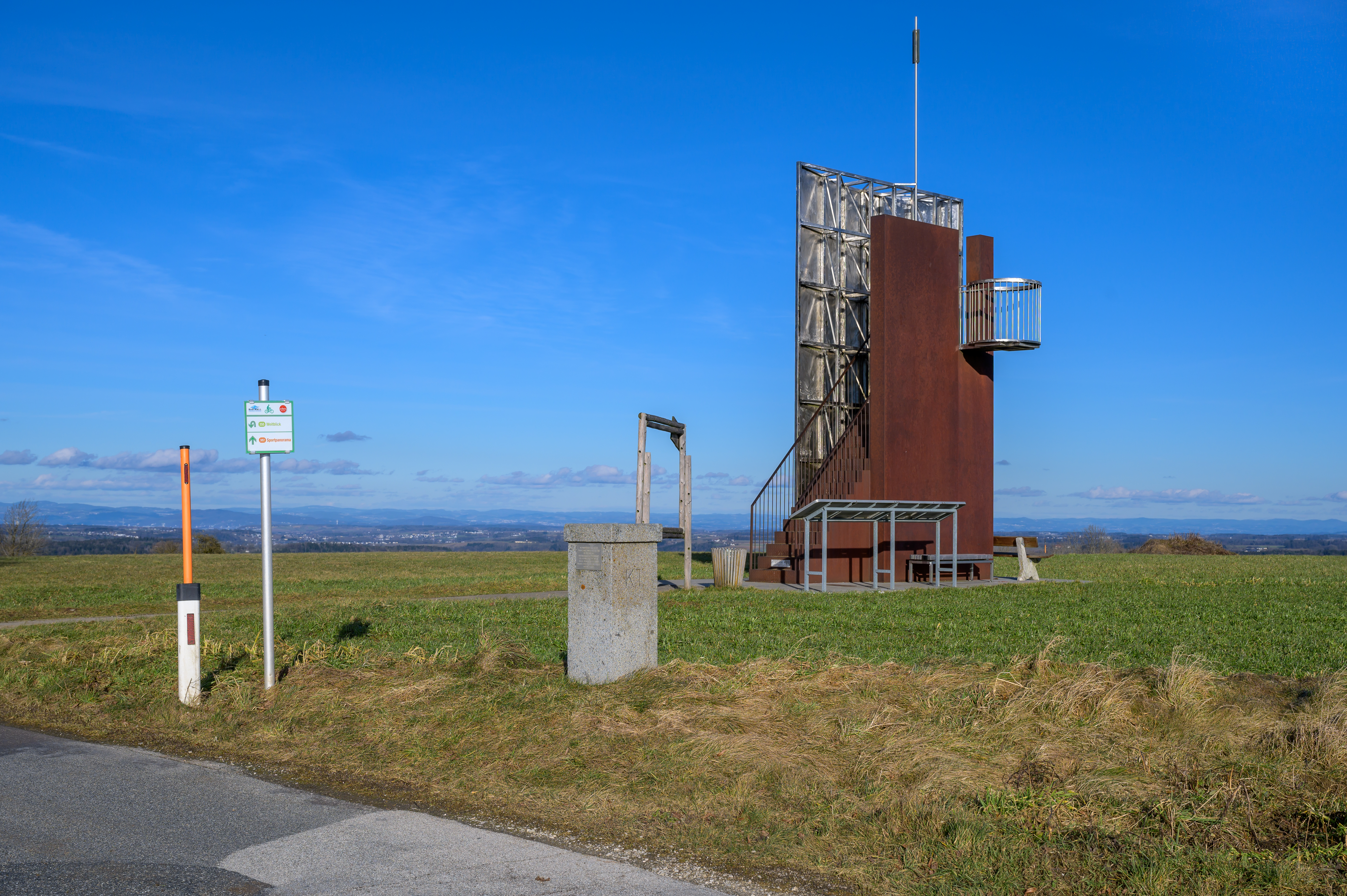
瞭望塔

古斯特貝格山（德語：Gusterberg），是奧地利的山峰，位於該國北部，由上奧地利州負責管轄，處於克雷姆斯明斯特以南，海拔高度488米，該山峰發掘洞熊的化石和骨頭殘骸。